# 헐크 (영화)
《헐크》(Hulk)는 2003년 개봉한 미국의 슈퍼히어로 영화로, 마블 코믹스의 헐크를 주인공으로 한다. 리안 감독이 연출하고 에릭 바나가 주인공 브루스 배너 역을 맡았다. 그리고 제니퍼 코널리, 샘 엘리엇, 조시 루커스, 닉 놀티가 출연하였다. 영화는 헐크의 탄생과 내면을 심층적으로 탐구하며, 과학도 브루스가 사고로 감마선에 노출된 뒤 녹색 괴물인 헐크로 변하면서 미군과 그의 아버지를 상대하는 내용을 다룬다.

## 줄거리
1960년대 후반, 데이비드 배너는 인체 DNA를 개선하려는 정부의 유전학 연구원으로, 스스로를 대상으로 실험한다. 아내 에디스가 아들 브루스 배너를 낳은 후, 데이비드는 브루스가 자신의 돌연변이 DNA를 물려받았음을 깨닫고 치료법을 찾으려 한다. 1974년, 데이비드의 상사인 새디어스 "선더볼트" 로스 대령은 그의 위험한 실험을 알게 된 후 연구를 중단시키고, 이에 데이비드는 정신 이상적 분노에 휩싸여 복수심에 사막 기지의 감마 원자로를 폭파시킨다. 위험하다고 생각한 데이비드는 브루스를 죽이려 하지만, 그들 사이에 끼어들어 데이비드를 막으려던 에디스를 실수로 살해한다. 이 충격으로 브루스는 유년기의 기억을 무의식적으로 억압하게 된다. 로스는 데이비드를 체포하여 정신 병원에 보내고, 4살 브루스는 위탁 양육으로 보내진다. 크렌즐러 부인이 그를 입양하여 브루스는 그 성을 따르고, 친부모가 죽었다고 믿으며 자란다.
30년 후, 브루스는 전 여자친구이자 로스의 estranged 딸인 베티 로스와 함께 버클리 연구소에서 일하는 뛰어난 과학자이다. 사설 연구 회사 애시온을 대표하는 수상한 글렌 탤벗은 군산 복합체를 위한 재생성 병사 개발을 위해 과학자들의 나노의료 연구에 관심을 보인다. 데이비드는 브루스의 삶에 침투하기 위해 연구소 건물에서 청소부로 다시 나타난다. 현재는 장군이 된 로스는 조사를 시작하며 브루스 주변에서 베티의 안전을 우려한다.
브루스는 오작동하는 감마구 사고에서 동료 하퍼를 구한다. 브루스는 병원 침대에서 깨어나 베티에게 전보다 훨씬 기분이 좋다고 말하지만, 베티는 나노의료가 다른 모든 것을 죽였는데도 그가 살아남은 것을 이해할 수 없다. 그들이 모르는 사이, 방사능은 브루스의 변형된 DNA와 융합된 것이다. 나중에 데이비드는 브루스를 만나 그들의 관계를 밝히고 브루스의 돌연변이를 암시한다. 그는 나중에 브루스의 DNA 샘플을 동물 실험에 사용한다. 연구소에서 브루스는 데이비드가 자신의 아버지임을 깨닫고 억압된 트라우마 기억이 번개처럼 스쳐 지나간다. 이 사실에 대한 분노가 증가하면서 감마선에 노출된 그의 DNA가 활성화되고, 그는 헐크가 되어 연구소를 파괴한다. 베티는 다음 날 브루스가 전날 밤 일을 거의 기억하지 못하는 채 집에서 의식을 잃고 쓰러진 것을 발견한다. 로스는 나중에 브루스를 심문하기 위해 도착하고, 몇 시간의 심문 끝에 연구소를 압류하고 그를 가택 연금한다. 베티는 데이비드를 찾아 그를 조사한다. 그날 밤 데이비드는 브루스에게 전화하여 자신의 세 마리 개를 돌연변이시켜 베티를 공격하도록 보냈다고 밝히고, 브루스를 격분시킨다. 연구소 파괴를 한탄하던 탤벗은 브루스를 공격하고, 브루스는 다시 헐크로 변신하여 탤벗과 로스의 군사경찰에게 부상을 입힌다. 헐크는 숲속 오두막에 있는 베티를 찾아 개들로부터 그녀를 구하고 다시 변신한다.
다음 날 베티는 로스에게 전화하고, 군대는 브루스에게 진정제를 투여하고 사막 기지로 데려간다. 로스는 브루스가 데이비드의 전철을 밟을 운명이라고 판단하며 그를 돕는 것을 주저하지만, 베티는 로스를 설득하여 자신에게 시도할 기회를 달라고 한다. 데이비드는 자신에게 나노의료와 감마구를 적용하여, 만지는 모든 것과 융합하고 그 속성을 흡수할 수 있게 된다. 탤벗은 로스에게서 통제권을 빼앗고 베티에게 집으로 돌아가라고 강요한다. 헐크의 힘으로 이득을 보려던 탤벗은 브루스를 도발하는 데 실패하고 그를 감각 차단 탱크에 가둔다. 데이비드는 베티의 집에서 그녀를 마주하고, 자신을 항복하겠다고 제안하면서도 브루스와 "마지막으로 한 번" 이야기하고 싶다고 요청한다. 탤벗은 브루스의 억압된 기억에서 악몽을 유도하여 변신을 유발한다. 헐크의 샘플을 채취하려던 시도가 실패한 후, 탤벗은 발사한 폭발성 탄환이 역발사되어 사망하고, 로스는 지휘권을 되찾는다. 헐크는 기지를 탈출하여 사막에서 군대와 싸우고, 베티를 찾기 위해 샌프란시스코로 뛰어간다. 베티는 로스를 설득하여 자신을 헐크에게 데려가게 하고, 브루스를 정상으로 돌려놓는다.
브루스와 데이비드는 도시의 기지에서 이야기를 나누고 로스는 그들을 지켜보며 불태워버리겠다고 위협한다. 데이비드는 과대망상증에 빠져 브루스의 힘으로 자신의 불안정한 분자들을 안정시켜 모든 적을 성공적으로 파괴하기를 원한다. 브루스가 거절하자 데이비드는 로스가 전원을 공급할 때 고전압 케이블을 물어뜯어 에너지를 흡수하고 강력한 전기적 존재로 변이한다. 브루스는 헐크가 되어 그와 싸워 제압한다. 로스가 전투를 끝내기 위해 감마 충전 폭탄을 명령한 후 그들은 죽은 것으로 추정된다. 1년 후, 로스는 수많은 헐크 목격담이 보고되면서 베티를 계속 감시하고 그녀와 화해한다. 아마존 우림에서 망명 중인 브루스는 의료 캠프 의사로 살아있다. 그의 캠프는 보급품을 훔치려는 반군에 의해 점령되고, 브루스가 그들의 사령관에게 자신을 화나게 하지 말라고 경고했지만 실패하자 헐크는 분노에 찬 포효를 내뱉는다.

## 배역
- 에릭 바나 - 헐크 / 브루스 배너 역
  - 마이크 어윈 - 16세의 브루스 역
  - 마이클 크로넌버그 - 4세의 브루스 역
  - 데이비드 크로넌버그 - 2세의 브루스 역
- 제니퍼 코널리 - 베티 로스 역
  - 라이애넌 리 린 - 어린 베티 역
- 샘 엘리엇 - "선더볼트" 새디어스 로스 장군 역
  - 토드 티슨 - 어린 새디어스 로스 역
- 조시 루커스 - 글렌 탤벗 소령 역
- 닉 놀티 - 데이비드 "데이브" 배너 박사 역
  - 폴 커지 - 어린 데이비드 배너 역
- 카라 부오노 - 이디스 배너 역
- 셀리아 웨스턴 - 크렌즐러 부인
- 케빈 랭킨 - 하퍼 역
- 조니 캐슬
- 대니얼 대 김
- 스탠 리
- 루 퍼리그노